# Foto: Ostkreuz
Foto: Ostkreuz ist ein Dokumentarfilm von Maik Reichert über die deutsch-deutsche Fotoagentur „Ostkreuz“, die 1990 von Künstlern  der ehemaligen DDR gegründet wurde. Der Kinostart in Deutschland war am 16. April 2015.

## Inhalt
Für die 1990 von Künstlern der damaligen DDR gegründete Fotoagentur sind heute 18 Fotografen aus Ost und West, vor allem im Bereich der Dokumentarfotografie, tätig. Sie vertreten eine humanistische Weltsicht. Acht Fotografen werden im Film näher vorgestellt, darunter die Mitbegründer Ute und Werner Mahler, deren Bilder des DDR-Lebens in den Hamburger Deichtorhallen in einer Werkschau zu sehen sind. Darüber hinaus wird Maurice Weiss porträtiert, der Politiker bei ihren Debatten und Abstimmungen im Bundestag abbildet, während Julian Röder seine Motive auf der Straße zwischen Demonstranten sucht. Sibylle Bergemann und Harald Hauswald haben wie die Mahlers bereits in der DDR-Zeit leidenschaftlich fotografiert. Die Passion von Annette Hauschild sind umherziehenden Roma und Linn Schröder thematisiert mit ihren Bildern vor allem den eigenen Körper.

## Kritik
Der Filmdienst bezeichnete den Film als „filmischen Jubiläumsgruß“, da über „die näheren Umstände der Existenzkrise“ nur wenig berichtet würde. Der Tagesspiegel urteilte, der Film gewinne „zunehmend den Ton einer Retrospektive“, da die damalige „Zeiten vorbei sind“. Hätten die „DDR-Fotografen ihre fotografische Unabhängigkeit“ früher gegen Zensur verteidigen müssen, stünden sie heute vor allem finanziellen Zwängen gegenüber.